# Eumonhystera parasimilis
Eumonhystera parasimilis är en rundmaskart. Eumonhystera parasimilis ingår i släktet Eumonhystera, och familjen Monhysteridae. Arten är reproducerande i Sverige.